# Bebu Silvetti
Juan Fernando Silvetti Adorno, né le 27 mars 1944 et mort le  5 juillet 2003 connu professionnellement sous le nom de Bebu Silvetti ou simplement Silvetti, était un pianiste, compositeur, chef d'orchestre, arrangeur et producteur de disques mexicain né en Argentine. Dans les années 1970, il s'est installé au Mexique et a obtenu la nationalité mexicaine. Il est connu pour le succès disco instrumental de 1977, Lluvia De Primavera (Pluie de printemps). Silvetti a également été un producteur à succès, gagnant d'un Grammy, pour une grande variété d'interprètes de musique latine et internationale. Il était le père de six enfants, dont l'actrice Anna Silvetti. Silvetti a également travaillé dans la musique de films et de telenovelas à succès au Mexique.

## Biographie

### Jeunesse
Silvetti est né dans la ville de Quilmes, en Argentine, située dans la province de Buenos Aires, à environ 17 kilomètres de la capitale, Buenos Aires.
Il a commencé ses études de piano à l'âge de six ans. Pendant son adolescence, il a formé son propre quartette de jazz et quelques autres groupes musicaux. À 21 ans, Silvetti a quitté l'Argentine pour l'Espagne où il est resté quelques années en tant que pianiste dans certains des clubs de jazz les plus populaires de l'époque.

### Carrière
Au début des années 1970, il s'est installé au Mexique et a commencé à faire des arrangements et à composer. Il a enregistré son premier album, qui contenait son tube Spring Rain. Il est sorti aux États-Unis sur Salsoul Records. D'autres albums ont suivi. Silvetti continue à arranger, composer et produire, principalement pour d'autres artistes. Après un passage à Los Angeles, en Californie, il s'installe à Miami, en Floride, où il produit, arrange et compose pour une grande variété d'artistes latins et internationaux.
Au cours de sa carrière, Silvetti a travaillé avec des artistes tels que José José, Plácido Domingo, Luis Miguel, Paul Anka, Engelbert Humperdinck, Roberto Carlos, Rocío Dúrcal, Rocío Jurado, Jerry Rivera, Los Kjarkas, Daniela Romo, Armando Manzanero, José Luis Perales, Daniel Barenboim, Juan Gabriel, Marco Antonio Solís, Ricardo Montaner, Vic Damone, Paloma San Basilio ou Selena., 
Silvetti a remporté de nombreux succès et récompenses tout au long de sa carrière. En 2004, il a reçu à titre posthume le prix Latin Grammy 2003 du producteur de l'année pour son travail sur « Hasta Que Vuelvas » de Luis Miguel, « Quién Da un Peso Por Mis Sueños » d'Armando Manzanero avec Alex Lora et les albums « Rocío Dúrcal ... En Concierto Inolvidable » de Rocío Dúrcal et « Suma » de Ricardo Montaner. En 2002, il a reçu le prix du producteur Billboard de l'année. En 2001, il est arrivé en tête du classement Hot Latin Tracks Producer de fin d'année de Billboard.

### Mort
Bebu Silvetti est mort chez lui à Coral Gables, en Floride, à l'âge de 59 ans, d'une insuffisance respiratoire causée par des complications liées au traitement du cancer du poumon. Au moment de sa mort, il avait composé plus de 600 chansons, plus de 200 spots publicitaires pour la télévision et la radio, et un certain nombre de bandes sonores de films et de séries télévisées.

## Héritage musical
Son tube "Spring Rain" a été remixé par DJ YOSHITAKA pour le jeu musical japonais beatmania IIDX 13 DistorteD. Le nom de la chanson a été changé en "Spring Rain (Lluvia De Primavera)" pour signifier le remix.
La chanson "Shangri-La" de Denki Groove, dont le remix a été le thème final de la série d'anime 2009 Kūchū Buranko, est basée sur des samples en boucle de "Spring Rain". Silvetti est crédité comme co-auteur de la chanson.

## Discographie
Quelques productions ou compositions de Silvetti.
- World Without Words (as Silvetti) (1976)
- Super Disco Sound (1976)
- The Sensuous Sound of Silvetti: Spring Rain (as Silvetti) (1977)
- Concert From The Stars (as Silvetti) (1978)
- I Love You (as Silvetti) (1980)
- Lluvia De Primavera (as Bebu Silvetti) (1994)
- Íntimos (Armando Manzanero and Bebu Silvetti) (1997)
- Boleros Eternos (Carlos Greco and Bebu Silvetti) (2006)